# Eberhard Anheuser

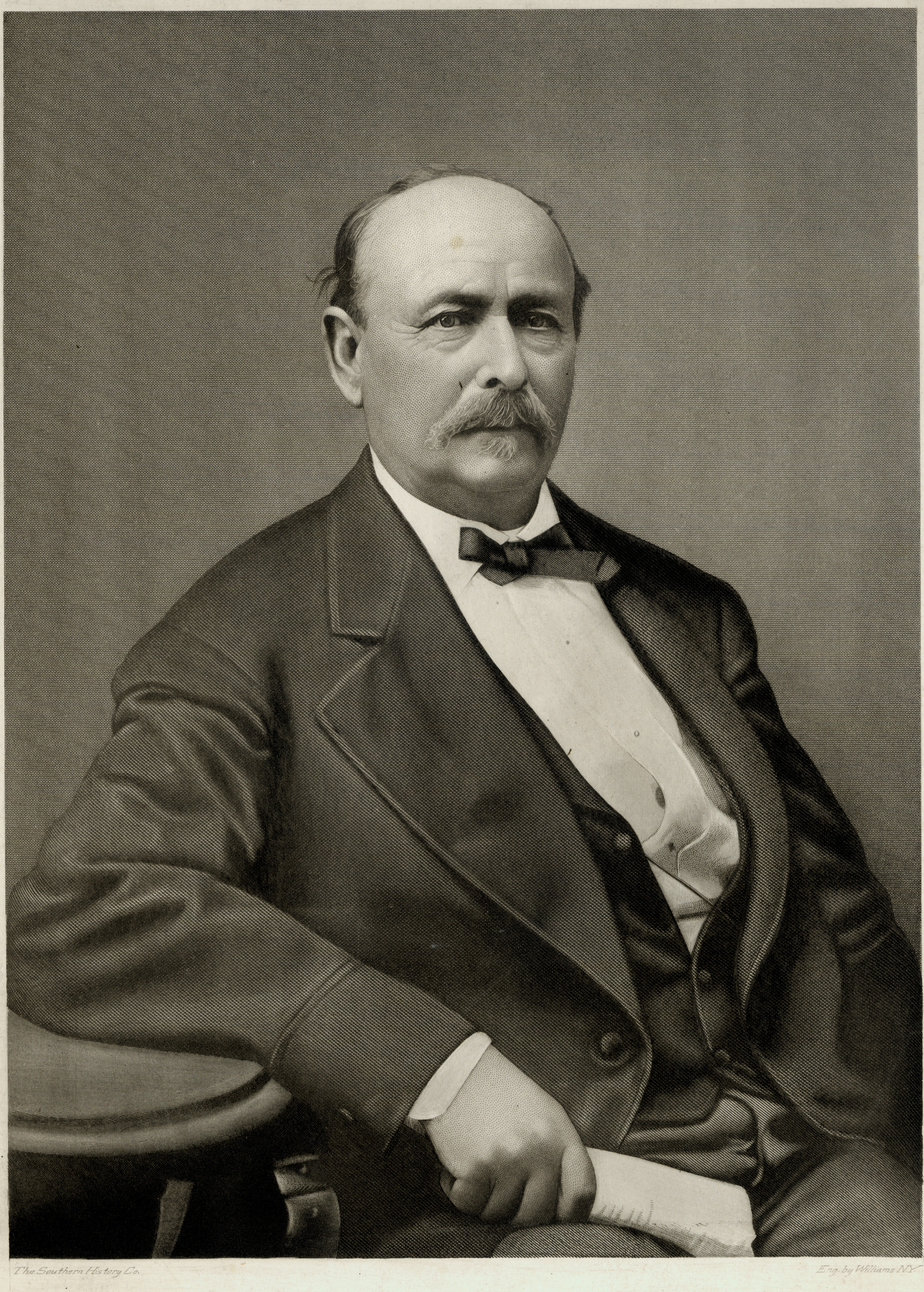
Eberhard Anheuser

Eberhard Anheuser (Bad Kreuznach, Duitsland, 1805 – Saint Louis (Missouri), 2 mei 1880) was een Duits-Amerikaans zakenman. Hij was de oprichter van Anheuser-Busch uit Saint Louis, van een van de grootste bierbrouwerijen ter wereld.

## Wijn
Anheuser werd geboren in een familie van wijnbouwers en -handelaars in de vallei van de Nahe, een zijrivier van de Rijn. Het familiebedrijf, dat vanaf 1627 actief is, bestaat nog altijd in Duitsland en wordt beheerd door de 13de generatie Anheusers.
In 1842 vertrok Eberhard samen met twee broers naar de Verenigde Staten waar hij aanvankelijk kaarsen en zeep produceerde. In Saint Louis nam hij in 1860 de in moeilijkheden verkerende brouwerij Bavarian Brewery Company van Georg Schneider over die in 1852 was gesticht, Eberhard veranderde de naam in Eberhard Anheuser & Company.

## Groei
In 1861 huwde zijn dochter Lily met een andere Duitse immigrant, Adolphus Busch, die in de brouwerij van zijn schoonvader ging werken. De brouwerij kreeg vervolgens Anheuser-Busch als definitieve benaming.
In 1957 werd dit bedrijf de grootste brouwerij van de Verenigde Staten. Afstammelingen van Eberhard Anheuser hebben nog altijd de dagelijkse leiding. De brouwerijgroep werd in 2008 overgenomen door het Belgisch-Braziliaanse InBev voor de prijs van € 33 miljard en zal verdergaan onder de naam Anheuser-Busch InBev.
De topman en achter-achter-achterkleinzoon van Eberhard Anheuser, August Bush IV, krijgt samen met een andere directeur van Anheuser-Busch een plaats in de raad van bestuur van de nieuwe groep.